# محمد حسين الكيشوان
السيّد محمّد حسين بن كاظم الموسوي الكاظمي الشهير بـالكيشوان (1878 - 29 يناير 1938) فقيه مسلم وشاعر عراقي. ولد في النجف ونشأ بها. قرأ العلوم العربية والمنطق والأصول في شبابه وحضر تدريس جماعة من العلماء الأعلام في الفقه الجعفري، منهم محمد آل عبد الرسول. من آثاره تعليقه على فرائد الأصول للأنصاري ومنهج الراغبين في شرح تبصرة المتعلمين في الفقه وتحفة الخليل في العروض والقوافي وديوان شعره. وله منظومة في العروض، وأخرى في الحساب والجبر والمقابلة، وأخرى في الهندسة. توفي في النجف ودفن في العتبة العلوية.

## سيرته
ولد محمد حسين بن كاظم بن علي بن أحمد الموسوي الكاظمي في النجف سنة 1295 هـ/ 1878 م ونشأ بها. قرأ المقدّمات الشرعية والأدبية على عدة من العلماء منهم محمد آل عبد الرسول ثمّ حضر الأبحاث العالية على أعلام عصره. كان من العلماء المشاركين المحققين في جملة من العلوم، وكان خطّاطاً بارعاً أحيى الكثير من الكتب النادرة بخطّه. اشتغل بتدريس العلوم الدينية جامعًا بين العلوم العقلية والنقلية، وتلقى عليه عدد من طلاب العلم. ثم رحل إلى بلاد الشام (سورية ولبنان) واتصل بعلمائها.

توفي بالنجف 28 ذي القعدة سنة 1356 هـ / 29 يناير 1938م ودُفن بالصحن الشريف مقابل المضيف.

## شعره
«نظم في الأغراض التقليدية، فرثى ومدح بعض أهل عصره، كما نظم في الحنين والشوق وخاطب الأحبة والخلان، وكثير من نظمه جاء في الغزل حيث ترق لغته وتزدهي صوره وإن ظلت تنهل من معين البلاغة القديمة.»

## مؤلفاته
- شرح تحفة الخليل في العروض والقافية
- ديوان شعره
- رسالة في الحساب والهندسة
- علم الجبر
- منظومة في علم الحساب
- منظومة في الهندسة
- منهج الراغبين في شرح تبصرة المتعلمين في الفقه